# زمینه و زمانه پدیدارشناسی
زمینه و زمانه پدیدارشناسی کتابی از سیاوش جمادی است که در سال ۱۳۸۵ منتشر و در مراسم کتاب سال جمهوری اسلامی ایران به‌عنوان کتاب برگزیده معرفی شد.